# Classe Leander (cruzadores de 1931)
A Classe Leander foi uma classe de cruzadores rápidos operada pela Marinha Real Britânica, Marinha Real Australiana, Marinha Real da Nova Zelândia e Marinha Indiana, composta por oito embarcações divididas em dois grupos ligeiramente diferentes entre si. Suas construções começaram entre 1930 e 1933, foram lançados ao mar também entre 1930 e 1933 e comissionados inicialmente todos na frota britânica entre 1933 e 1936. Seu projeto começou a ser desenvolvido no final da década de 1920 com o objetivo de serem navios versáteis, com seu armamento de canhões de 152 milímetros tendo sido selecionado depois de testes bem-sucedidos em um novo projeto de torre de artilharia dupla.
Os cruzadores da Classe Leander eram armados com uma bateria principal composta por oito canhões de 152 milímetros montados em quatro torres de artilharia duplas. Tinham um comprimento de fora a fora de 169 a 171 metros, uma boca de dezessete metros, um calado de cinco metros e um deslocamento carregado de mais de nove mil toneladas. Seus sistemas de propulsão eram compostos por quatro ou seis caldeiras a óleo combustível que alimentavam quatro conjuntos de turbinas a vapor, que por sua vez giravam quatro hélices até uma velocidade máxima de 32 nós (59 quilômetros por hora). Os navios também eram protegidos por um fina blindagem sobre as áreas vitais.
Três navios foram transferidos para a Austrália antes da Segunda Guerra Mundial, enquanto outros dois foram emprestados para a Nova Zelândia durante o conflito. Os navios atuaram principalmente como escoltas de comboios. Seus cruzadores participaram de várias operações nas Campanhas do Atlântico, Mediterrâneo e Pacífico, incluindo nas Batalhas do Rio da Prata, Calábria, Cabo Matapão, Mar de Java e Normandia. O HMS Neptune e o HMAS Sydney foram afundados em 1941, enquanto o HMAS Perth em 1942. A maioria dos navios sobreviventes foram desmontados apouco depois da guerra, porém a Índia adquiriu o HMNZS Achilles e o operou como INS Delhi até 1978.